# Антонио Дос Сантос
Антонио Карлос Дос Сантос (роден 3 октомври 1979) е бразилски футболист, който е играл за Черноморец (Бургас) като полузащитник. Играл е за швейцарските Винтертур, Фраунфилд, Шафхаузен, Баден, ФК Тун, Грасхопър и ФК Сион.

## Статистика по сезони
| Сезон   | Отбор           | Първенство | Мачове | Голове |
| ------- | --------------- | ---------- | ------ | ------ |
| 2010/11 | Черноморец (Бс) | А група    | 12     | 0      |